# Död vid ankomst
Död vid ankomst är en svensk film från 2008 i regi av Henric Brandt och med foto av Stefan Bommelin. Filmen är producerad av Branbomm Film (Brandt / Bommelin HB).

## Handling
David (Samir El Alaoui) och Maria (Nathalie Söderqvist) är ett ungt par som är ute på en romantisk semester. På en liten utflykt råkar de kliva rakt in i en uppgörelse i den undre världen. Nu är de plötsligt två vittnen som måste tystas. De tillfångatas, torteras och lämnas i tron att de båda är döda. Men David överlever, han lider dock av minnesförlust och är svårt skadad. Beroende på sina skador har han inte långt kvar att leva. 
Men en sak tänker han göra innan han dör, och det är att ge igen på de människor som tog hans liv ifrån honom, bland annat skurken Pål Håkansson (Christian Magdu).

## Rollista
- Samir El Alaoui ― David
- Nathalie Söderqvist ― Maria
- Hanna Ekman ― Sussie
- Christian Magdu ― Pål Håkansson
- Fredrik Engström ― Matte
- Jonatan Müller ― Gurra
- Mats Persson ― Hannes
- Richard Castefjord ― Peter Staaf
- Yohanna Idha ― Cristina
- Thomas Hedengran ― Jan Jacobsson
- Niklas Persson ― Thomas
- Marwin Brandt ― Fredde
- Felicia Nino ― vakt vid Husexpo
- Andreas Rylander ― Hans Lukasson
- Paulinne Arpi ― Jenny, polis
- Linus Andersson ― Peter, CSI
- Kim Sønderholm ― arg dansk polis
- Alice Haaber ― snäll dansk polis
- Jan Ahlgren ― Lukas
- Karolina Oad ― arg kvinna
- Linda Dahlström ― Julia, läkare
- Richard Froelich ― Egon, läkare
- Jenny Lampa ― syster Ina
- Victoria Bloom ― syster Sara
- Anna Andersson ― syster Lotta
- Penelope Papakonstantinou ― sjuksyster 1
- Madelene Hansson ― sjuksköterska 2
- Vera Weber ― Maria, servitris
- Madelen Nilsson ― Jessica
- Annika Marklund ― servitris, vägkrogen
- Sophia Lignercrona ― Jessicas väninna

## Inspelning
Filmen spelades in mellan 2005 och 2008 i Stockholmsområdet och i Svenljunga.[källa behövs] Filmens budget låg på runt 100 000 kr.

## Visningar
Död vid ankomst hade sin premiär på Filmhuset i maj 2008 och distribuerades på DVD av Dark Entertainment.